# Elektrokleinstfahrzeug

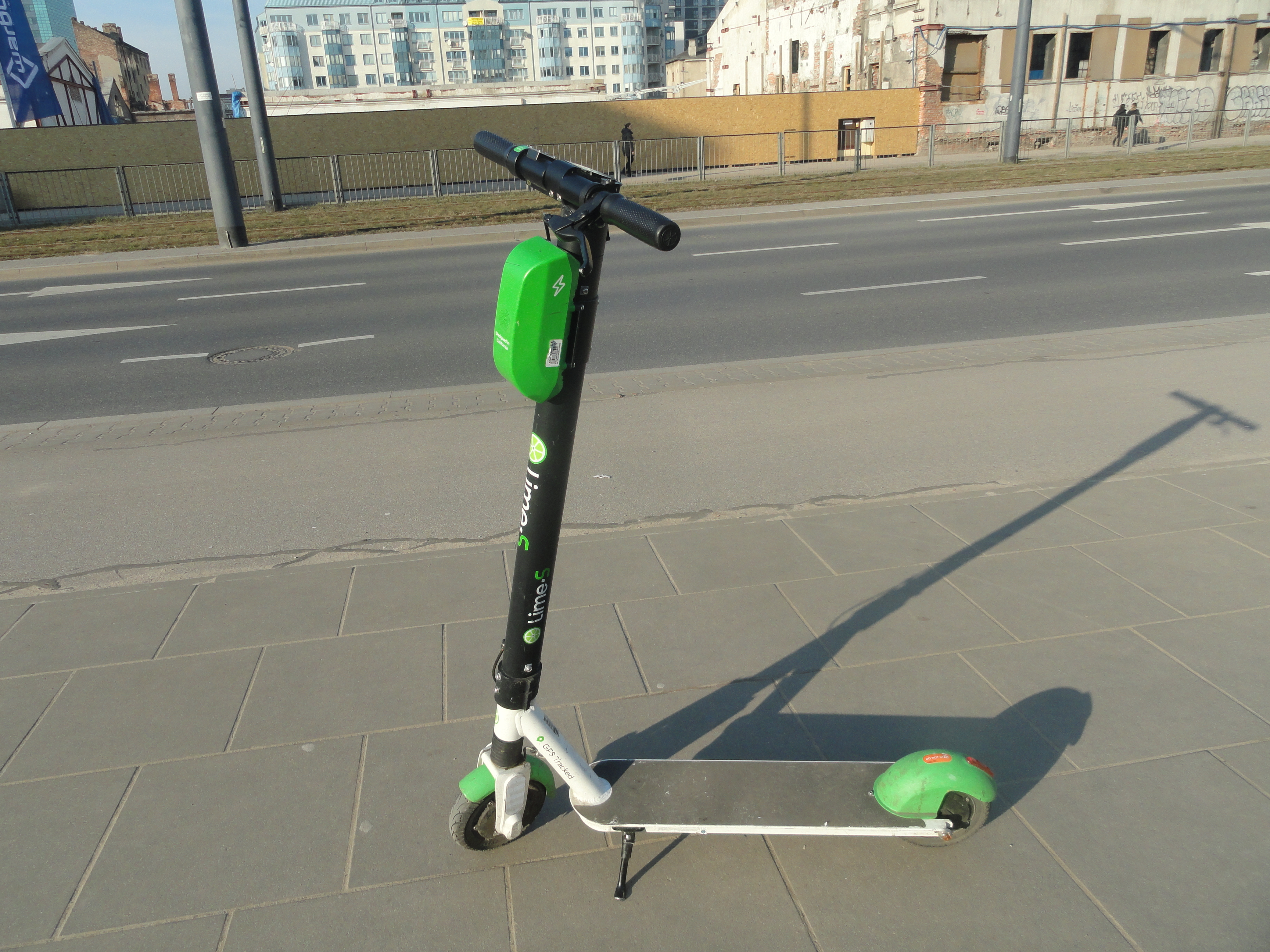
Elektrokleinstfahrzeug: E-Tretroller

Als Elektrokleinstfahrzeug (EKF) im Sinne der Elektrokleinstfahrzeuge-Verordnung (eKFV) werden in Deutschland seit 2019 Kraftfahrzeuge mit elektrischem Antrieb und einer bauartbedingten Höchstgeschwindigkeit von mindestens 6 km/h bis maximal 20 km/h bezeichnet, die folgende Merkmale aufweisen (§ 1 Abs. 1 eKFV):
1. Fahrzeug ohne Sitz oder selbstbalancierendes Fahrzeug mit oder ohne Sitz,
2. eine Lenk- oder Haltestange,
3. eine Leistungsbegrenzung auf 500 W bzw. auf 1,4 kW bei selbstbalancierenden Fahrzeugen,
4. eine maximale Fahrzeugmasse ohne Fahrer von 55 kg.

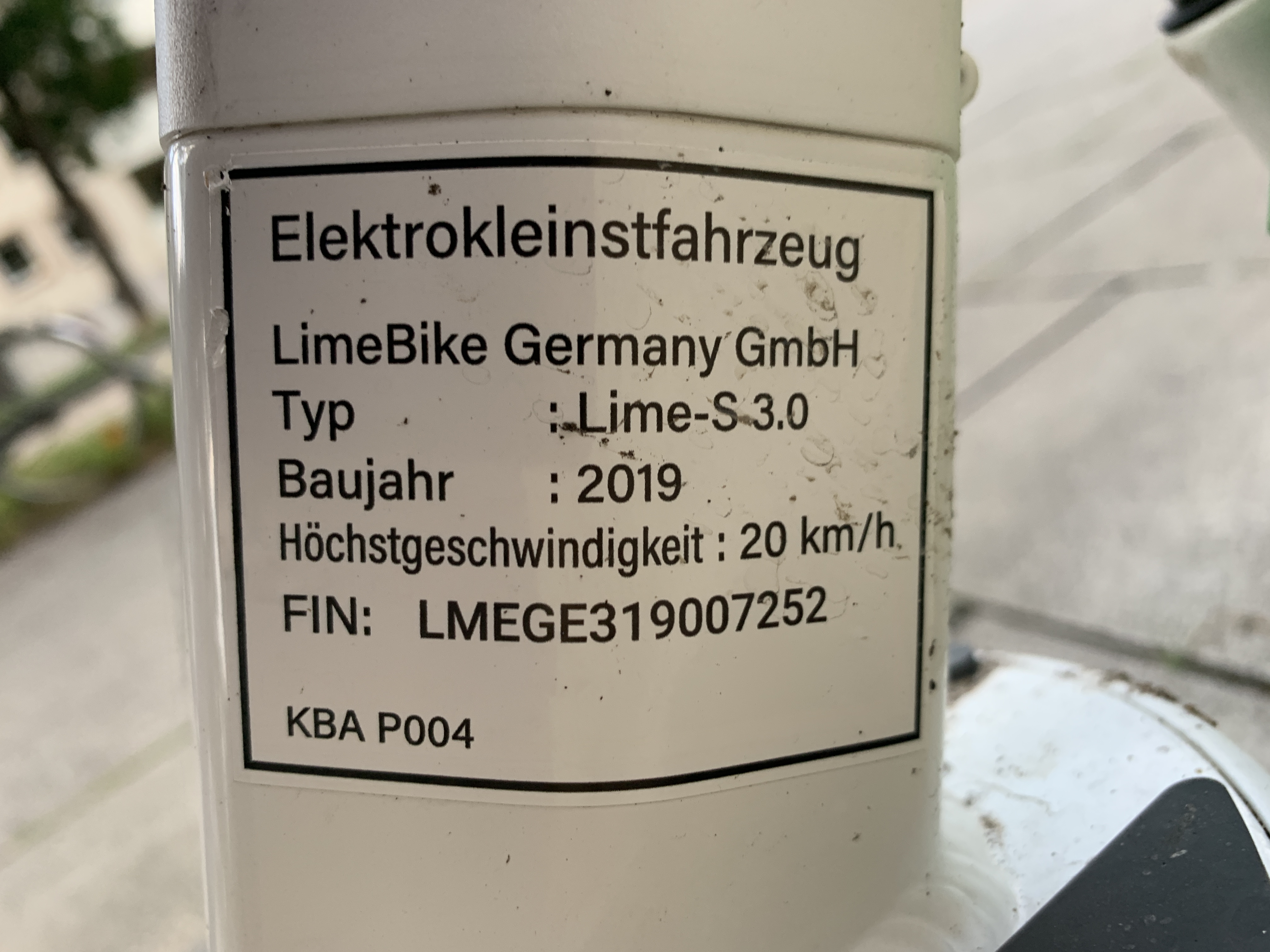
„Elektrokleinstfahrzeug“: Aufkleber an einem E-Tretroller vom Hersteller

Selbstbalancierende Fahrzeuge halten sich mit integrierter elektronischen Balance-, Antriebs-, Lenk- und Verzögerungstechnik eigenständig aufrecht. EKF unterliegen einer Versicherungspflicht, sie müssen also ein Versicherungskennzeichen tragen. Die Versicherung muss mindestens einen Haftpflichtschutz umfassen. Zu den EKF gehören z. B. die Elektro-Tretroller oder Segways. E-Boards hingegen gehören nicht hierzu. Menschen, die dazu beschäftigt werden, Elektrokleinstfahrzeuge von Verleihsystemanbietern in Städten aufzuladen, werden als „Juicer“, „Charger“ und „Ranger“ bezeichnet.

An den Folgen von immer mehr E-Tretrollern in Städten für den Platzverbrauch, Treibhausgasemissionen, der Brandgefahr und den Unfallrisiken von E-Tretrollern gibt es Kritik von Umweltverbänden, Ärzten, Kommunalpolitikern und ÖPNV-Unternehmen.